# 寺田路恵
寺田 路恵（てらだ みちえ、1942年11月27日 - ）は、日本の女優、声優。東京府北多摩郡武蔵野町（現東京都武蔵野市）出身。

## 経歴
1948年、前進座での『レ・ミゼラブル』で初舞台。
藤村女子高等学校卒業後に俳優座養成所に13期生として入所（同期生に細川俊之・加藤剛・佐藤オリヱらがいる）。
1964年、俳優座養成所卒業後、文学座附属演劇研究所に入所。
1965年、文学座の研究生となり、1968年に劇団員に昇格。
麦人は実弟であり、海外ドラマ『名探偵ポワロ ゴルフ場殺人事件』で夫婦役で共演している。

## 人物
趣味･特技は新内の名取（鶴賀伊勢鶴)、日本舞踊。

## 家系
- 高祖父＝嵐璃珏（2代目）[6][7]
- 祖父＝嵐芳三郎（4代目）[6][7]
- 父＝嵐芳三郎（5代目）[6][8]
- 兄＝嵐芳三郎（6代目）[4][6][7][8]
- 兄＝嵐圭史（俳優）[4][6][7][8]
- 妹＝広瀬節子（シャンソン歌手）[9]
- 弟＝麦人（俳優）[6][8]
- 甥＝河原崎國太郎（俳優）[6]
- 大甥＝嵐市太郎（6代目）
- 甥＝嵐芳三郎 (7代目)（俳優）[6]

## 出演

### テレビドラマ
- やさしい女たち（1967年、NHK）
- 泣いてたまるか･兄と妹（1967年、TBS）
- おふくろ（1968年、NHK）
- 華やかな春（1969年、NTV）
- おやじ乾杯（1969年、NHK）
- 男はつらいよ（1969年、CX） - 愛子
- おれの義姉さん（1970年、フジテレビジョン|CX） - 和ちゃん
- 恋愛術入門 第7話「見合い写真をどうぞ」（1970年、TBS）
- 鬼平犯科帳 第60話「罠」（1970年、NET / 東宝） - お滝
- 東芝日曜劇場「女と味噌汁」#20（1971年、TBS）
- 熱中時代 教師編第2シリーズ「やさしさ紙芝居」（1981年、NTV） - 母親・葉子
- ポーラテレビ小説「女・かけこみ寺」（1982年、TBS） - ふゆ
- 連続テレビ小説（NHK）
  - おしん（1983年 - 1984年） - 八代百合
  - チョッちゃん 第33話（1987年） - 田所久子
  - 春よ、来い（1994年 - 1995年）
- 太陽にほえろ!（東宝・NTV）
  - 第573話「父と子の写真」（1983年） - 広川美佐子
  - 第632話「恐ろしい」（1985年） - 田口泰代
  - 第684話「美しき花の誘惑」（1986年） - 工藤の妻
- 特捜最前線（ANB）
  - 第374話「真夜中の殺人エレベーター!」（1984年）
  - 第445話「倉敷-高松-観音寺・瀬戸内に架けた愛!!」（1985年）
  - 第500話「退職刑事船村II・仏」（1987年）
- しのぶ（1985年、THK）
- 刑事物語'85 第8話「団地切り裂き魔」（1985年、NTV）
- 土曜ワイド劇場・整形復願未亡人（1986年、ANB）
- 火曜サスペンス劇場（NTV）
  - 空白の実験室（1986年）
  - 妻殺し（2001年） - 五味ちづ
- 少年（1986年10月25日、NHK）
- 木曜ゴールデンドラマ・無実の証明（1988年、YTV）
- 花王愛の劇場（TBS）
  - 女に生まれて（1988年）
  - 明日さがし（1990年）
  - 温泉へ行こう 第1シリーズ（1999年）
- 嵐の中の愛のように（1993年、YTV）
- 指輪（1995年、THK）
- 3年B組金八先生 第4シリーズ（1995年、TBS）
- 眠れる森（1998年、CX） - 沖田幸子 役
- 櫂（1999年、NHK）
- 渡る世間は鬼ばかり 第5シリーズ（2000年、TBS） - 高山春子
- 女と愛とミステリー「伊豆・天城越え殺人事件!」（2001年、テレビ東京 / BSジャパン）
- 小早川伸木の恋 第7話「男が家を出る時!」（2006年、CX）
- ゴンゾウ 伝説の刑事 第10話（2008年、EX） - 乙部富士子
- 遺留捜査 第5話（2011年、EX）

### 映画
- 橋のない川（1969年）
- 君が若者なら（1970年）
- 家族（1970年）
- 新座頭市・破れ!唐人剣（1971年）
- 甦える大地（1971年）
- 君は海を見たか（1971年）
- 鯉のいる村（1971年）
- 日本フィルハーモニー物語 炎の第五楽章（1981年）
- 囁きの河（2025年）[10]

### 舞台
- おりき
- 女の一生
- ガラスの動物園
- 華岡青洲の妻
- 調理場
- 三人姉妹
- この子たちの夏
- 十二夜
- グリークス
- 彫刻のある風景 新宿角筈
- 好色一代女－西鶴今昔
- セツァンの善人
- ワーニャ伯父さん
- デンティスト 愛の隠れんぼ
- 思い出のブライトンビーチ
- 椿姫
- 朝焼けのマンハッタン
- 殿様と私〜殿、踊りましょうぞ
- ロッカビーの女たち
- ダウト―疑いをめぐる寓話―
- 石を洗う[11]
- 肝っ玉おっ母とその子供たち[12]

### 劇場アニメ
- おもひでぽろぽろ（1991年） - タエ子の母[13]

### 吹き替え
- 悪魔の棲む家（キャシー・ラッツ/マーゴット・キダー）
- 嵐ヶ丘　(マール・オベロン) ※NHK 1971年放送
- 唇からナイフ（モデスティ・ブレイズ/モニカ・ヴィッティ）※TBS版
- 刑事コロンボシリーズ
  - 黒のエチュード（ジャニス・ベネディクト/ブライス・ダナー）※日本テレビ版
  - 秒読みの殺人（ケイ・フリーストン/トリッシュ・ヴァン・ディヴァー）
- ミセス・コロンボ（ケイト・コロンボ/ケイト・マルグルー）
- グッドナイト・ムーン（ジャッキー/スーザン・サランドン）
- SHERLOCK（シャーロック）（スモールウッド）
- ER緊急救命室シリーズ
  - シーズンX #16 （コニー・マーチン/シャノン・ウィルコックス）
  - シーズンXI #14（ヘレン・キングスリー/フランシス・フィッシャー）
- デスパレートな妻たち3（グロリア）
- 第一容疑者（ジェーン・テニスン/ヘレン・ミレン）
- 奥さまは首相 〜ミセス・プリチャードの挑戦〜（アン）
- ミス・マープル3 バートラム・ホテルにて（セリーナ）
- 名探偵モンク6（マージ/ジーナ・ローランズ）
- 宮廷女官チャングムの誓い（チョン・マルグム/ヨ・ウンゲ）
- 名探偵ポワロ
  - ゴルフ場殺人事件（エロイーズ）
  - 死者のあやまち（フォリアット夫人/シニード・キューザック）
- ジョーズ（エレン・ブロディ/ロレイン・ゲリー）
- ジョーズ2（エレン・プロディ/ロレイン・ゲリー）
- 情熱のシーラ（マヌエラ夫人）
- 戦場のピアニスト（母/モーリン・リップマン）
- ネバーランド（デュ・モーリエ夫人/ジュリー・クリスティ）
- ナース・ジャッキー2（リビー・サスマン/バーバラ・バリー）
- デッドマン・ウォーキング（シスター・ヘレン・プレイジェーン）※ソフト版
- ハローアインシュタイン 遥かなる宇宙へのメッセージ　(ミレーヴァ/ミカエラ・エスドラ) ※日本テレビ版

### テレビ番組
- 一枚の写真（CX）